# Mesembrius nigriceps
Mesembrius nigriceps är en tvåvingeart som beskrevs av Charles Howard Curran 1927. Mesembrius nigriceps ingår i släktet Mesembrius och familjen blomflugor.
Artens utbredningsområde är Kongo. Inga underarter finns listade i Catalogue of Life.